# USS LST-699
O USS LST-699 foi um navio de guerra norte-americano da classe LST que operou durante a Segunda Guerra Mundial.